# Keeper of the Privy Purse
Keeper of the Privy Purse, även kallad Privy Purse and Treasurer to the King/Queen eller Financial Secretary to the King/Queen är en brittisk hovtjänst. Det är den person som är ansvarig för finanserna för det brittiska hovet, Royal Household och den brittiska monarken, specifikt parlamentets underhåll till monarken, Sovereign Grant. Ämbetshavaren assisteras av Deputy Treasurer to the King/Queen. Innehavarna av ämbetet är kända från Henrik VIII:s regeringstid (1509-1547) och framåt. 